# Stokesley
Stokesley es una localidad situada en el distrito de Hambleton, en Yorkshire del Norte, Inglaterra. Según el censo de 2011, tiene una población de 4757 habitantes.
Es conocida por su feria de atracciones y exposición agrícola en septiembre de cada año. Además hay un mercado agrícola cada viernes.